# شهرستان جیشان (یمن)
ناحیهٔ جیشان (به عربی: مدیریة جیشان) یک ناحیه در یمن است که در استان ابین واقع شده‌است.
ناحیهٔ جیشان ۱۴٬۸۰۰ نفر جمعیت دارد.